# Zlatý věk (film, 1930)
Zlatý věk (L'âge d'or) je surrealistický film Luise Buñuela z roku 1930.
Film ideově navazuje na předcházejícího Andaluského psa, zůstává věrný surrealistickým principům, nicméně jeho forma dostává poněkud ucelenější a spořádanější ráz. Jestliže byl první film v podstatě experimentem a manifestem absolutní tvůrčí svobody, Zlatý věk přechází mnohem více do roviny útoku. Přibývá provokativních scén s cílem šokovat a otevřeně útočit na společnost, její morálku a hodnoty, na náboženství – pokud možno vyvolat skandál. Což se mu konec konců podařilo.

## Obsah
Úvodní scény budí dojem přírodovědného dokumentu – jsou věnovány studii škorpiónů, jejich vzájemných zápasů a nakonec útoku jednoho z nich na krysu. Částečně tyto záběry symbolicky předznamenávají následující vývoj filmu.
Po titulku „o několik hodin později“ se děj přenáší na blíže neurčité skalnaté pobřeží, na němž bandita spatřuje několik arcibiskupů a vydá se o tom informovat své druhy. Ti se nacházejí v kamenné chatrči ve stavu nevysvětlitelné vysílenosti. Potom, co jsou zpraveni o příjezdu „Mallorčanů“, se na povel svého velitele (Max Ernst) plouží do útoku. Jejich – už definitivnímu – opuštění děje předchází iracionální dialog dvou z mužů („vy máte harmoniky, hrochy, kolotoče...“).
Dále se na pobřeží vyloďuje ve velkém počtu měšťanská společnost, aby na místě, kde se nyní nachází už jen kostry arcibiskupů, založili – v roce 1930 – císařský Řím. Pozornost od základního kamene je odpoutána na zemi ležícím párem milenců, kteří jsou od sebe okamžitě rozděleni a každý je odváděn jiným směrem, přičemž mladý muž (Gaston Modot) se od této chvíle stává ústřední postavou děje. Dvojicí mužů je veden městem tak dlouho, dokud je neseznámí s jakýmisi dokumenty dokazujícími jeho význam v nějaké humanitární misi. Ačkoli už propuštěn, neubrání se záchvatu agrese a bezdůvodně povalí slepce (s podobným vztekem a brutalitou, jako dříve odkopl malého pejska nebo rozšlápl brouka).
Další část filmu se odehrává ve „velkolepém sídle markýze X“, kam se sjíždí vysoká společnost, mezi nimi i mladý muž, který se zde setkává se svou partnerkou. Mezitím se odehrává řada bizarních scén: sálem s hosty projíždí povoz s dělníky, otec zastřelí svého syna, protože mu vezme tabák, mladá žena v zahradě při čekání na partnera vášnivé líbá podstavec sochy...
Zatímco mladý pár spolu konečně v romantické scéně sedí v zahradě, žena prohlásí „jaké potěšení, že jsou naše děti zabity“, načež muž, náhle se zkrvaveným obličejem, opakuje „Má lásko! Má lásko!“. Nakonec odchází do pokoje, kde z okna vyhazuje předměty jako pluh, hořící strom, biskupa nebo žirafu.
V závěrečné pasáži se objevuje zámek, z něhož, podle titulku, vyházejí ti, kdo přežili 120 dnů násilných orgií (narážka na 120 dnů Sodomy markýze de Sade) – čtyři muži, z nichž jeden je nápadně podobný Kristu. Když se mezi dveřmi objeví ještě mladá dívka s šaty potřísněnými krví, právě Kristu podobný muž jí odvádí zpět do zámku a vzápětí se zpoza zavřených dveří ozve dívčí křik.
Film uzavírá záběr na ženské skalpy vlající ve větru připevněné ke kříži, doprovázený veselou hudbou.

## Pozadí
Možnost natočit svůj další, v pořadí již druhý, film se Buñuelovi naskytla poté, co dostal nabídku na financování krátkého, asi 20minutového, snímku od Noaillesů, aristokratů s kladným vztahem k umění a obdivovatelů Andaluského psa, Buñuelova prvního filmu. Výsledkem byl nakonec hodinový film, jeden z prvních zvukových, které se v Paříži natočily.
Scénář chtěl původně Buñuel, stejně jako u prvního filmu, napsat ve spolupráci se Salvadorem Dalím, ale tentokrát již k dřívějšímu souladu nedošlo a po několika společně strávených dnech se rozhodl pracovat na scénáři sám. Dalí mu pouze poslal několik nápadů v dopise, které potom použil.
Veřejně byl poprvé uveden ve Studiu 28 na konci listopadu 1930 a promítal se šest dní před plným sálem. U pravicově orientovaných organizací jako ‘‘Liga vlastenců‘‘ nebo ‘‘Protižidovská liga‘‘ ale vyvolal obsah filmu bouřlivé reakce: inkoustem postříkali promítací plátno, zuřivě rozbíjeli sedadla, rozřezali surrealistické obrazy vystavené ve foyeru... V rámci zachování veřejného pořádku policejní prefekt Chiappe 10. prosince film zakázal. Tento zákaz trval padesát let. Naproti tomu od surrealistů se filmu dostalo vřelého uznání.